# Erik Thommy
Erik Thommy (Ulm, 20 augustus 1994) is een Duits voetballer die doorgaans speelt als middenvelder. In juli 2022 verruilde hij VfB Stuttgart voor Sporting Kansas City.

## Clubcarrière
Thommy speelde in de jeugd van SV Kleinbeuren en via SSV Ulm en TSG Thannhausen kwam hij in de opleiding van FC Augsburg terecht. Hij maakte zijn debuut in het eerste elftal op 16 februari 2014, toen met 0–1 verloren werd van 1. FC Nürnberg door een doelpunt van Josip Drmić. Thommy begon op de reservebank en mocht van coach Markus Weinzierl acht minuten voor tijd invallen voor Tobias Werner. FC Augsburg verhuurde de middenvelder in januari 2015 voor anderhalf jaar aan 1. FC Kaiserslautern. Bij deze club maakte Thommy zijn eerste professionele doelpunt, toen hij op 24 mei 2015 de score opende tegen FC Ingolstadt 04. Door een treffer van Max Christiansen eindigde het duel in 1–1. Na één jaar werd Thommy teruggehaald door Augsburg. Jahn Regensburg nam de speler een halfjaar later op huurbasis over. Na het seizoen 2016/17 speelde Thommy nog een halfjaar in het eerste elftal van FC Augsburg, voor VfB Stuttgart hem voor een half miljoen euro overnam. Na een half seizoen kreeg hij een contractverlenging tot medio 2022. In juli 2019 huurde Fortuna Düsseldorf hem voor de duur van één seizoen. In de zomer van 2022 stapte Thommy transfervrij over naar Sporting Kansas City, waar hij voor tweeënhalf jaar tekende.

## Clubstatistieken
| Seizoen | Club                   | Competitie          | Competitie | Competitie | Beker | Beker | Internationaal | Internationaal | Totaal | Totaal |
| Seizoen | Club                   | Competitie          | Wed.       | Dlp.       | Wed.  | Dlp.  | Wed.           | Dlp.           | Wed.   | Dlp.   |
| ------- | ---------------------- | ------------------- | ---------- | ---------- | ----- | ----- | -------------- | -------------- | ------ | ------ |
| 2013/14 | FC Augsburg            | Bundesliga          | 1          | 0          | 0     | 0     | —              | —              | 1      | 0      |
| 2014/15 | FC Augsburg            | Bundesliga          | 3          | 0          | 1     | 0     | —              | —              | 4      | 0      |
| 2014/15 | → 1. FC Kaiserslautern | 2. Bundesliga       | 4          | 1          | 0     | 0     | —              | —              | 4      | 1      |
| 2015/16 | → 1. FC Kaiserslautern | 2. Bundesliga       | 2          | 0          | 2     | 0     | —              | —              | 4      | 0      |
| 2015/16 | FC Augsburg            | Bundesliga          | 0          | 0          | 0     | 0     | 0              | 0              | 0      | 0      |
| 2016/17 | → Jahn Regensburg      | 3. Liga             | 37         | 8          | 3     | 0     | —              | —              | 40     | 8      |
| 2017/18 | FC Augsburg            | Bundesliga          | 6          | 0          | 0     | 0     | —              | —              | 6      | 0      |
| 2017/18 | VfB Stuttgart          | Bundesliga          | 14         | 2          | 0     | 0     | —              | —              | 14     | 2      |
| 2018/19 | VfB Stuttgart          | Bundesliga          | 19         | 1          | 1     | 0     | —              | —              | 20     | 1      |
| 2019/20 | → Fortuna Düsseldorf   | Bundesliga          | 34         | 6          | 3     | 0     | —              | —              | 37     | 6      |
| 2020/21 | VfB Stuttgart          | Bundesliga          | 8          | 0          | 0     | 0     | —              | —              | 8      | 0      |
| 2021/22 | VfB Stuttgart          | Bundesliga          | 11         | 0          | 1     | 0     | —              | —              | 12     | 0      |
| 2022    | Sporting Kansas City   | Major League Soccer | 12         | 3          | 1     | 0     | —              | —              | 13     | 3      |
| 2023    | Sporting Kansas City   | Major League Soccer | 38         | 5          | 1     | 0     | 3              | 0              | 42     | 5      |
| 2024    | Sporting Kansas City   | Major League Soccer | 30         | 7          | 5     | 1     | 3              | 1              | 38     | 9      |
| Totaal  | Totaal                 | Totaal              | 219        | 33         | 18    | 1     | 6              | 1              | 243    | 35     |

Bijgewerkt op 6 februari 2025.